# Комсомольский (Мордовия)
Комсомо́льский — посёлок городского типа в Чамзинском районе Республики Мордовия. Расположен на реке Нуя (бассейн Суры), в двух километрах от железнодорожной станции Нуя, (Рузаевка — Казань).
Образует одноимённое муниципальное образование Комсомольское городское поселение как единственный населённый пункт в его составе.
Через посёлок проходят автомагистраль Москва — Ульяновск и железнодорожная линия Казань — Саранск.

## Население
| 1959    | 1970    | 1979    | 1989    | 2002    | 2010    | 2012    |
| ------- | ------- | ------- | ------- | ------- | ------- | ------- |
| 5123    | ↗11 102 | ↗13 232 | ↗14 740 | ↘14 230 | ↘13 513 | ↘13 253 |
| 2013    | 2014    | 2015    | 2016    | 2017    | 2018    | 2019    |
| ↘13 109 | ↘13 093 | ↗13 217 | ↘12 971 | ↘12 819 | ↘12 748 | ↘12 525 |
| 2020    | 2021    |         |         |         |         |         |
| ↗12 897 | ↘11 255 |         |         |         |         |         |

## История
На основании плана восстановления и развития народного хозяйства на 1948 год, утверждённого Советом Министров СССР 2 февраля 1948 года, было решено построить новый цементный завод на территории Мордовии. В 1952 году на месте строительства был построен небольшой рабочий посёлок.
В 1950 году был построен детский сад. В 1952 году была сдана в эксплуатацию школа № 1 (сейчас МБОУ «КСОШ № 1»). В следующем году была построена первая больница.
Первыми улицами стали: Железнодорожная, Калинина, Ленинградская.
Посёлок Комсомольский расположен в 2 км от железнодорожной станции Нуя, но имеет и свою остановочную платформу 98 км. На неё выходит улица Калинина, одна из первых и старейших улиц этого посёлка. В настоящее время платформа не действует.
По призыву Мордовского обкома ВЛКСМ на строительство завода приехало по комсомольским путёвкам около 500 студентов-комсомольцев Мордовского пединститута. В честь работающих на стройке комсомольцев посёлок получил своё название.
В 1955 году указом ПВС РСФСР населённый пункт Заводской отнесен к категории рабочих поселков с присвоением наименования Комсомольский.

## Инфраструктура
На территории посёлка располагаются предприятия: ОАО «Мордовцемент», ОАО «Лато», ООО «Магма»; общеобразовательные учреждения: Алексеевский индустриальный техникум, КСОШ № 1, КСОШ № 2, КСОШ № 3.

## Улицы и микрорайоны
В состав территории п. Комсомольский входят:
- 1-й микрорайон
- 2-й микрорайон
- ул. Вокзальная
- ул. Временная
- ул. Гражданская
- ул. Заводская
- Центральная Зелёная улица
- Зелёная 1-я улица
- Зелёная 2-я улица
- Зелёная 3-я улица
- Зелёная 4-я улица
- ул. Калинина
- ул. Коммунистическая
- ул. Комсомольская
- ул. Ленина
- ул. Луговая
- ул. Молодёжная
- Набережная 1-я улица
- Набережная 2-я улица
- ул. Октябрьская
- ул. Парковая
- ул. Первомайская
- ул. Пионерская
- ул. Полевая
- ул. Рабочая
- ул. Республиканская
- ул. Садовая
- ул. Саранская
- ул. Спортивная
- ул. Строительная
- ул. Суродеева
- ул. Татьяны Бибиной
- ул. Театральная
- ул. Цветочная
- ул. Степана Эрьзи